# Macmillan Publishers
Macmillan Publishers (ook bekend als de Macmillan Group; voorheen Macmillan Publishers Ltd in het Verenigd Koninkrijk en Macmillan Publishing Group, LLC in de Verenigde Staten) is een Britse uitgeverij die traditioneel wordt beschouwd als een van de "grote vijf" uitgevers van Engelstalige boeken (samen met Penguin Random House, HarperCollins, Hachette Livre en Simon & Schuster). 
Het bedrijf werd opgericht in 1843 in Londen door de Schotse broers Daniel en Alexander MacMillan en werd al snel een toonaangevende uitgeverij in Groot-Brittannië. Het gaf twee van de bekendste werken uit de kinderliteratuur van het Victoriaans tijdperk uit, Alice's Adventures in Wonderland van Lewis Carroll (1865) en Het jungleboek van Rudyard Kipling (1894).